# 9452 Rogerpeeters
9452 Rogerpeeters eller 1998 DY33 är en asteroid i huvudbältet som upptäcktes den 27 februari 1998 av den belgiske astronomen Eric W. Elst vid La Silla-observatoriet. Den är uppkallad efter Roger Peeters.
Asteroiden har en diameter på ungefär 7 kilometer.